# Frenswegen
Frenswegen is een Ortschaft, bestuurlijk echter slechts een stadswijk, van de stad Nordhorn in de Grafschaft Bentheim in de Duitse deelstaat Nedersaksen. Het rondom het gelijknamige klooster liggende gehucht bevindt zich 4 km ten noordwesten van het centrum van Nordhorn.

## Klooster Frenswegen
De buurtschap Frenswegen is in historische documenten al meer dan zes eeuwen bekend door optekeningen in verband met klooster Frenswegen uit 1394. Klooster Frenswegen was in de 15e eeuw een belangrijk klooster van de Congregatie van Windesheim. Onder Hendrik van Loder, die er van 1414 tot 1436 prior was, kende het klooster een grote bloeiperiode (zie onderstaande literatuurverwijzing). Het klooster werd tijdelijk opgeheven in de late 16e eeuw, toen het gereformeerd protestantisme in het Graafschap Bentheim, o.a. onder graaf Arnold, de overheersende gezindte was. In de periode van de Contrareformatie, in de 17e eeuw, toen de bisschop van Münster er zelfs, in 1668, met gebruik van enig geweld, de graaf van Bentheim tot het rooms-katholicisme had weten te bekeren, volgde een tweede bloeiperiode van Klooster Frenswegen. Uit deze tijd dateren de meeste thans nog bestaande gebouwen van het kloostercomplex. In de napoleontische tijd werd het gebied weer protestants, en het, in 1809 al officieel opgeheven, klooster raakte weer in verval.
Tijdens de Frans-Duitse Oorlog was het klooster een interneringskamp voor Franse krijgsgevangenen. In de late 19e eeuw werden veel van de kloostergebouwen bij diverse branden verwoest. Zo brandde de in 1445 gebouwde kloosterkerk in 1881 af. Tijdens de Eerste Wereldoorlog was het klooster een interneringskamp voor Russische krijgsgevangenen.
Het klooster biedt sedert 1978, na een vier jaar durende restauratie der gebouwen, onderdak aan een oecumenisch vergadercentrum. Dit gaat uit van de Rooms-Katholieke Kerk en 5 verschillende protestantse kerken, waaronder de Evangelisch-Lutherse Kerk en de Herrnhutters. In 1996 kwam de nieuwe kloosterkapel gereed. In het klooster zijn hotelkamers, alsmede slaapzalen voor deelnemers aan congressen ingericht; de sfeer in het gebouwencomplex wordt wel door bezinning gekenmerkt. Het klooster heeft een eigen restaurant. In de directe omgeving kan men lange fietstochten maken , en kanoën op de Overijsselse Vecht.

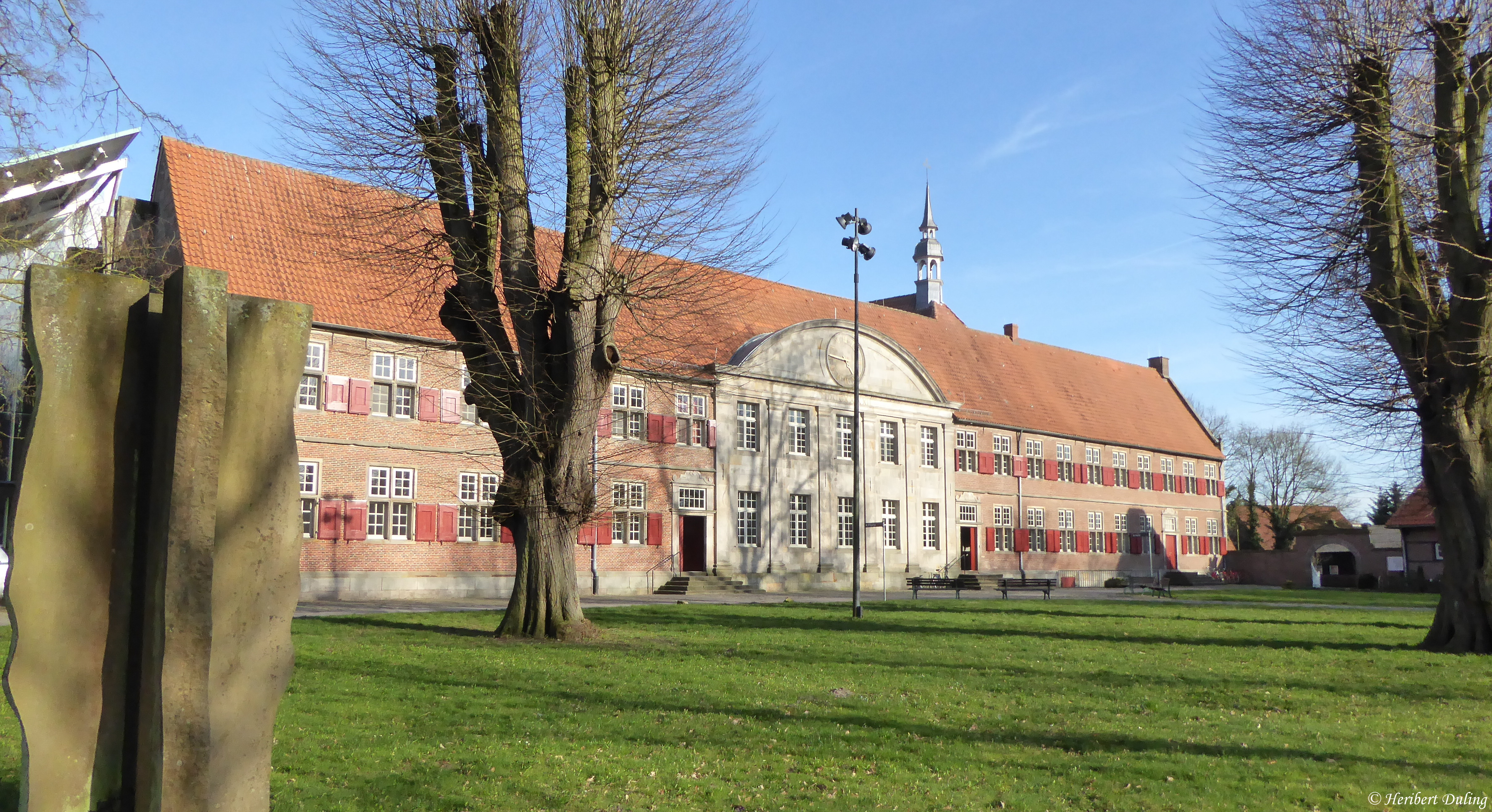
Klooster Frenswegen, voorzijde
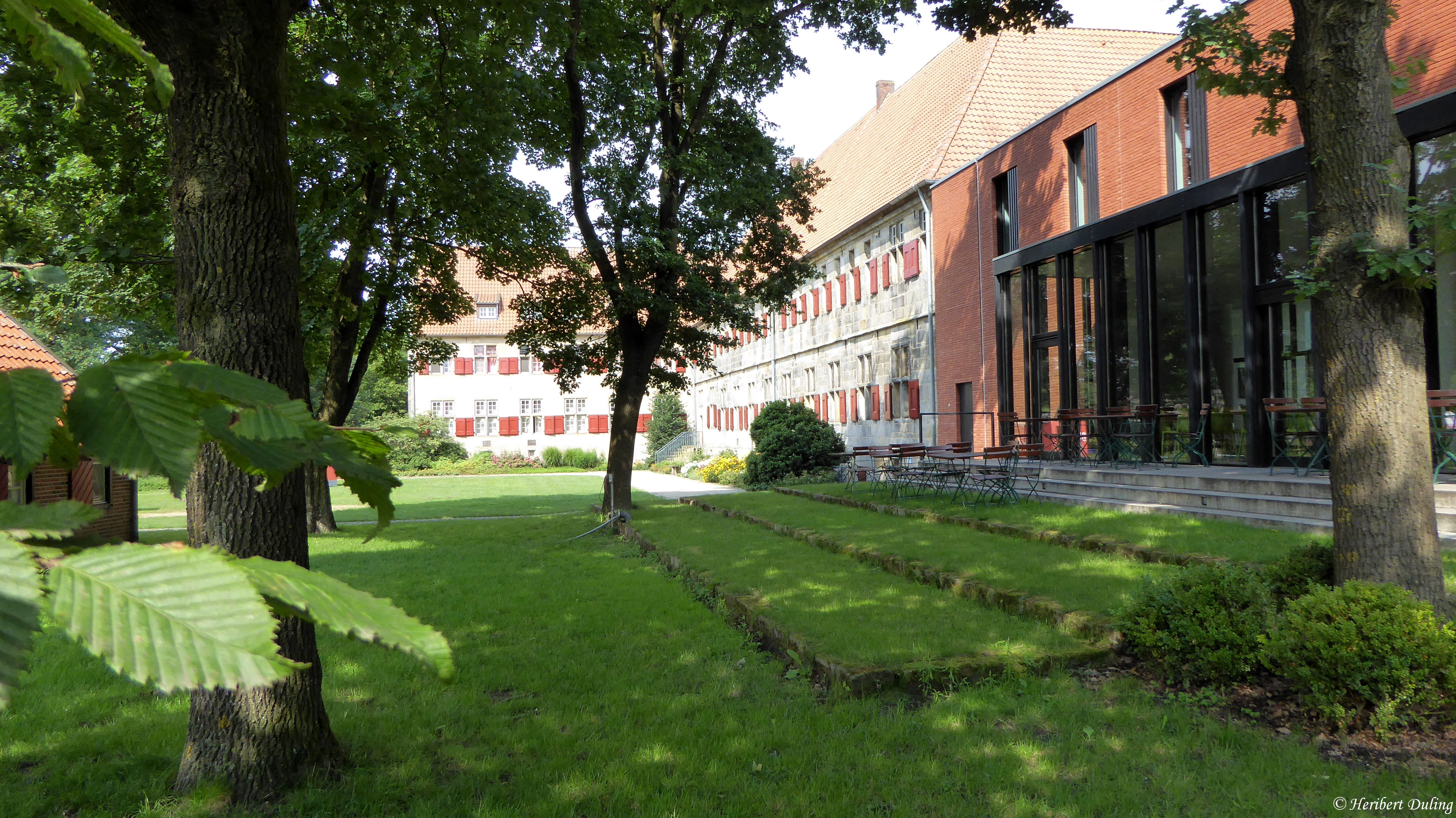
Idem, zuidvleugel
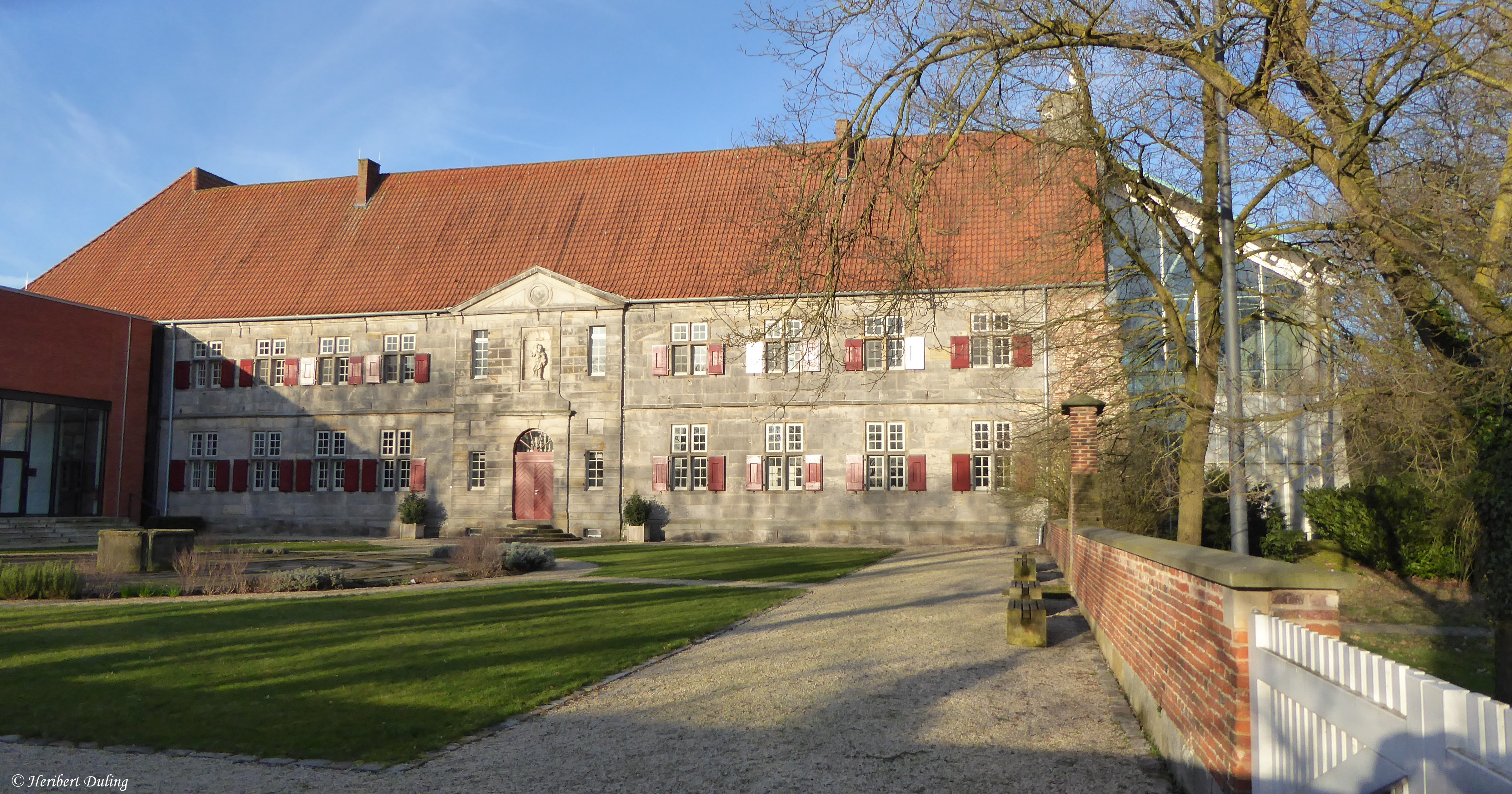
Idem, oostvleugel
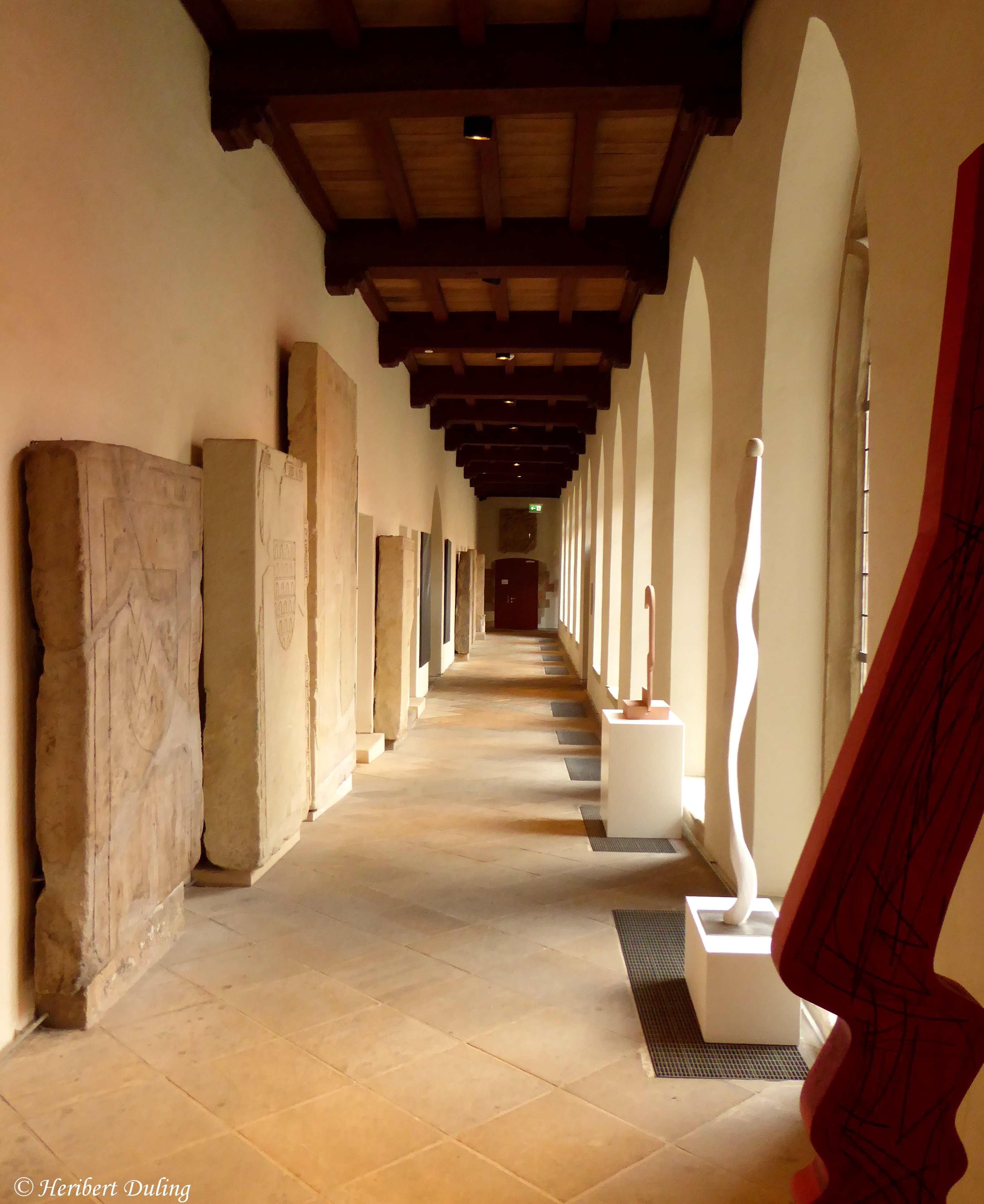
Oude grafstenen in de kruisgang in de westvleugel
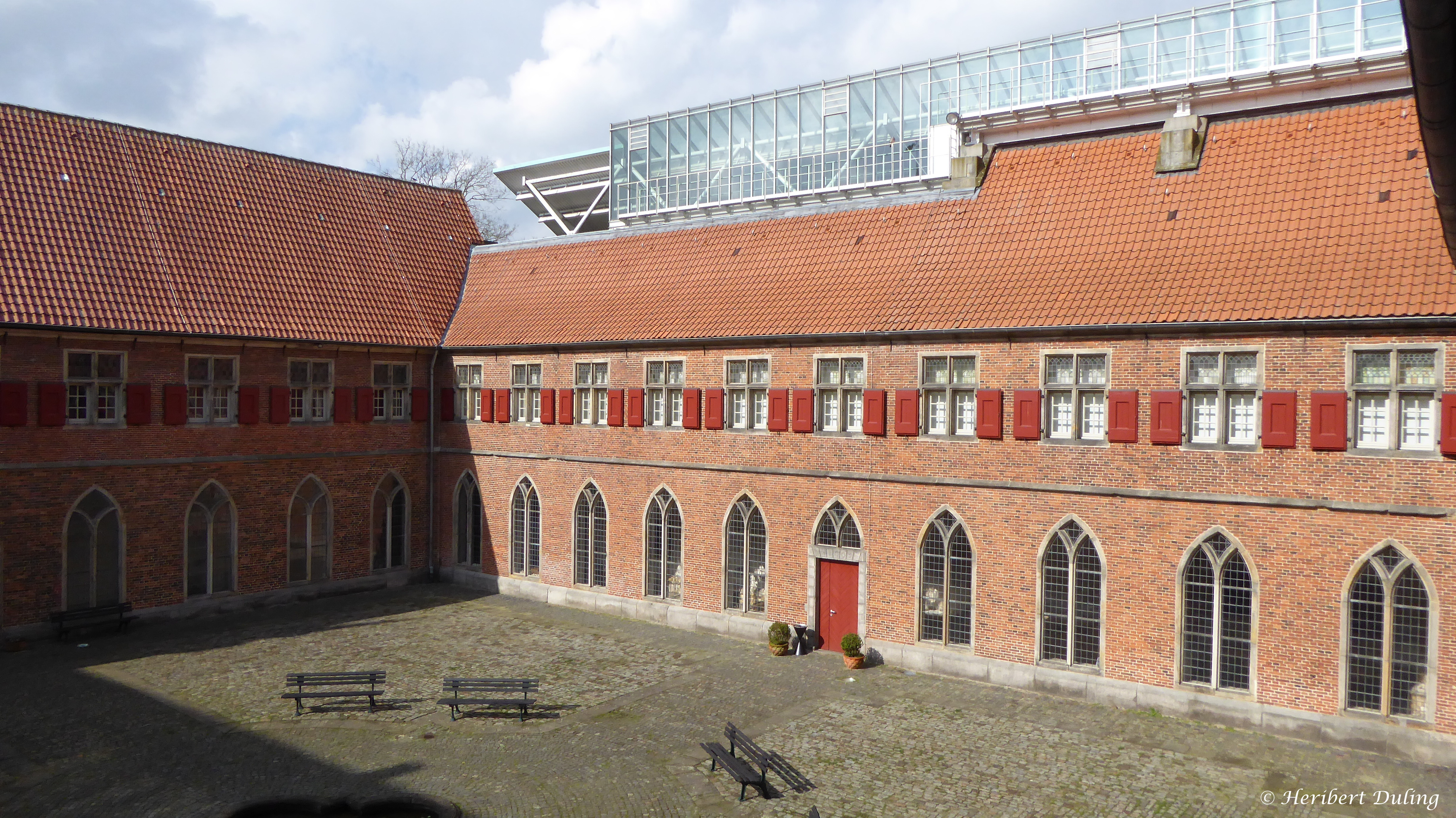
De modern gerestaureerde binnenplaats
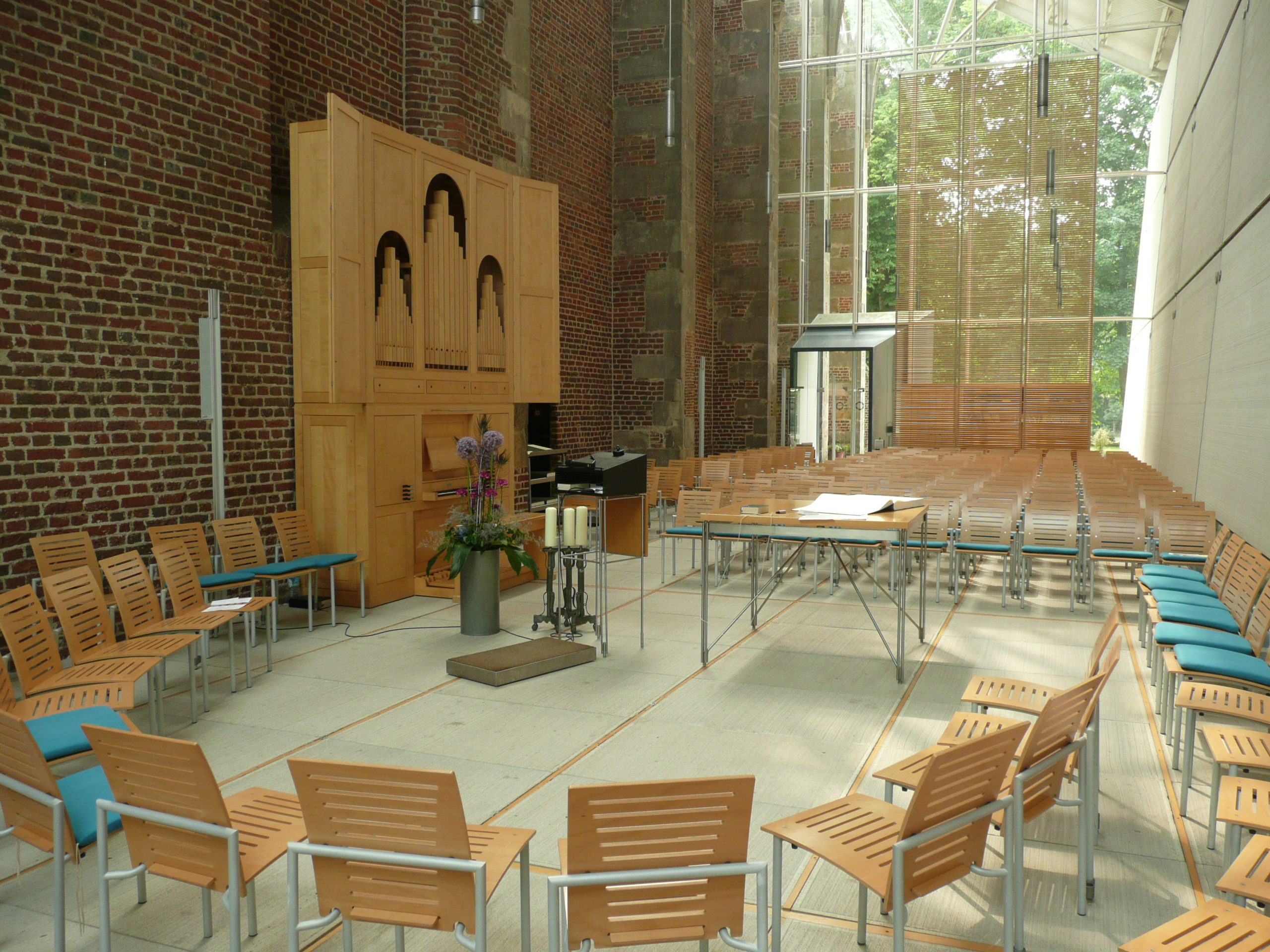
Kloosterkapel (2008)
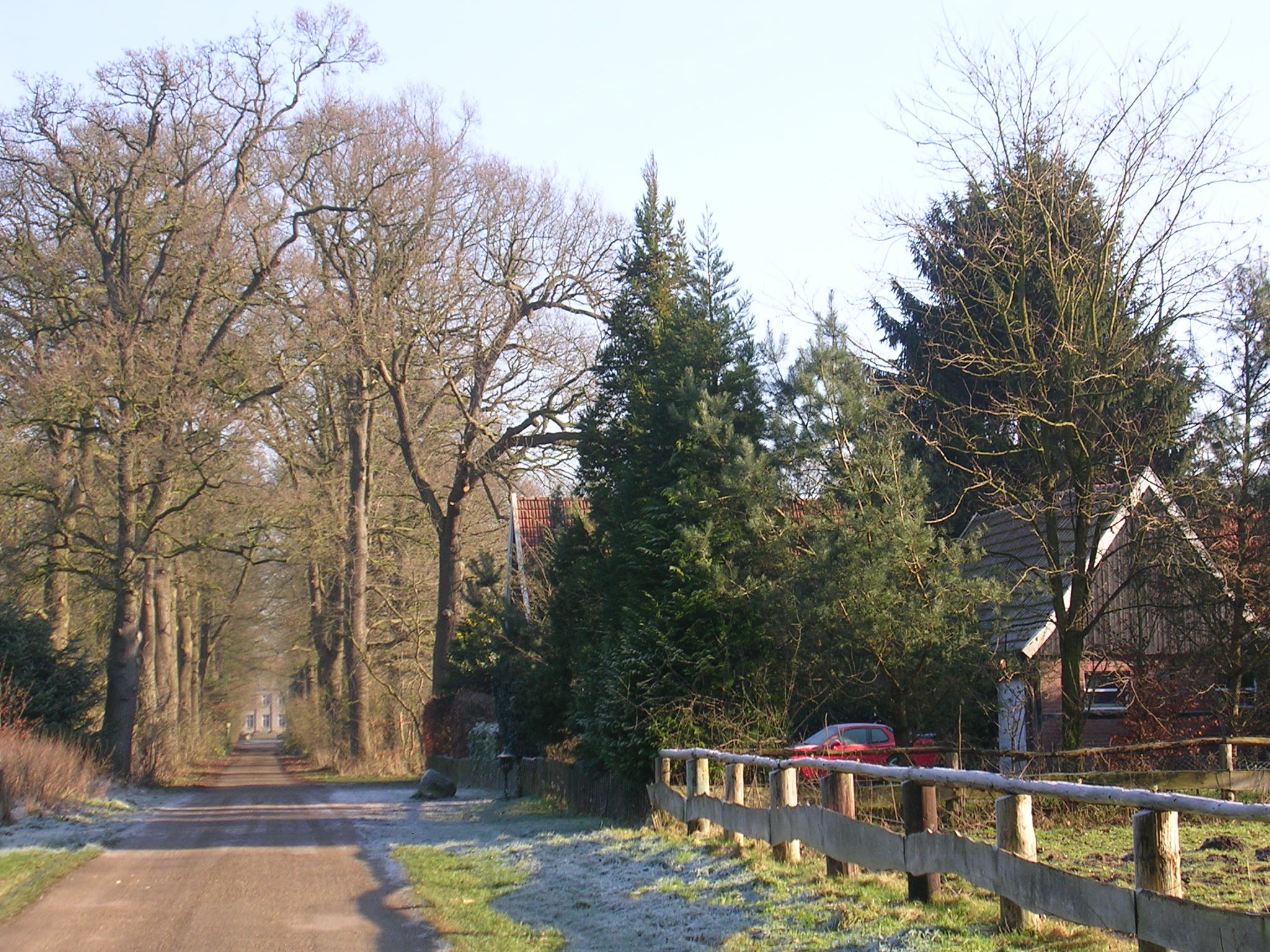
Kloosterallee
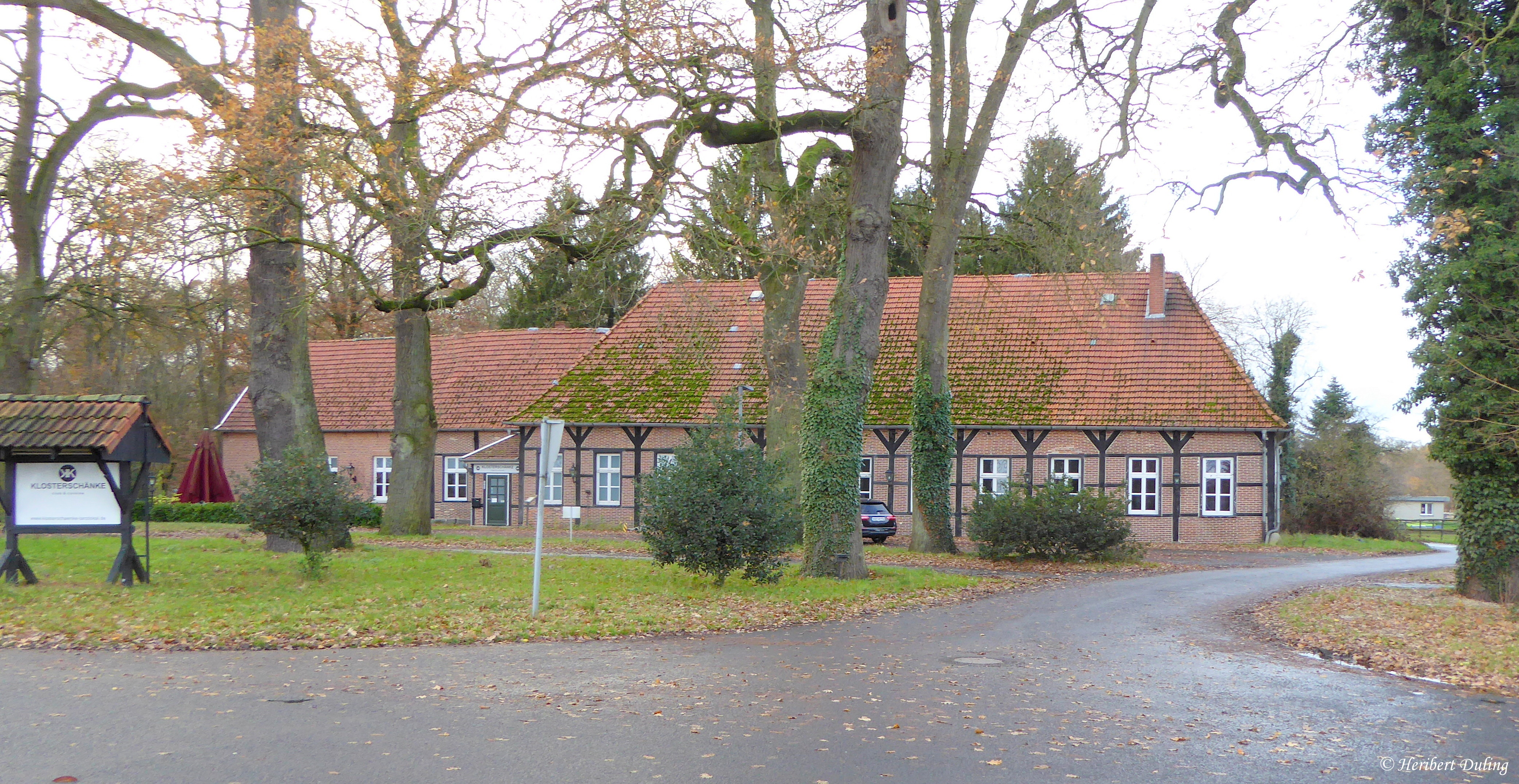
Voormalige Klosterschenke (café), 2017

## Kunstwegen
In de omgeving van het klooster is een deeltraject van de internationale beeldenroute Kunstwegen te bezichtigen. De beelden staan opgesteld rondom het klooster en op de nabijgelegen oever van de Vechte. Vele van de sculpturen zijn gemaakt van Bentheimer zandsteen, ze werden geplaatst naar aanleiding van beeldhouwerssymposia in 1979, 1982 en 1988.

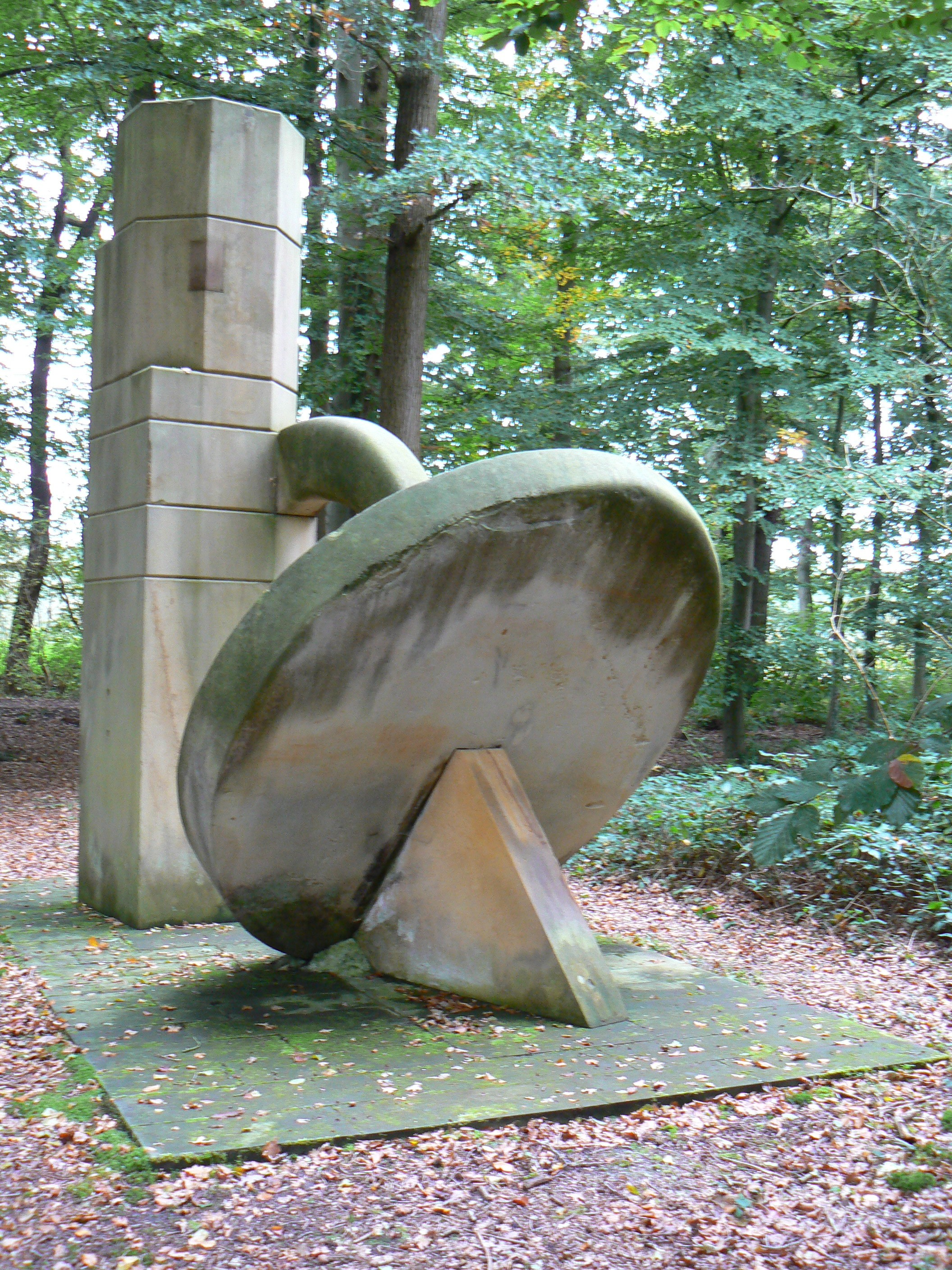
Peter van de Locht: Bauwerk für die guten Gefühle (1982)
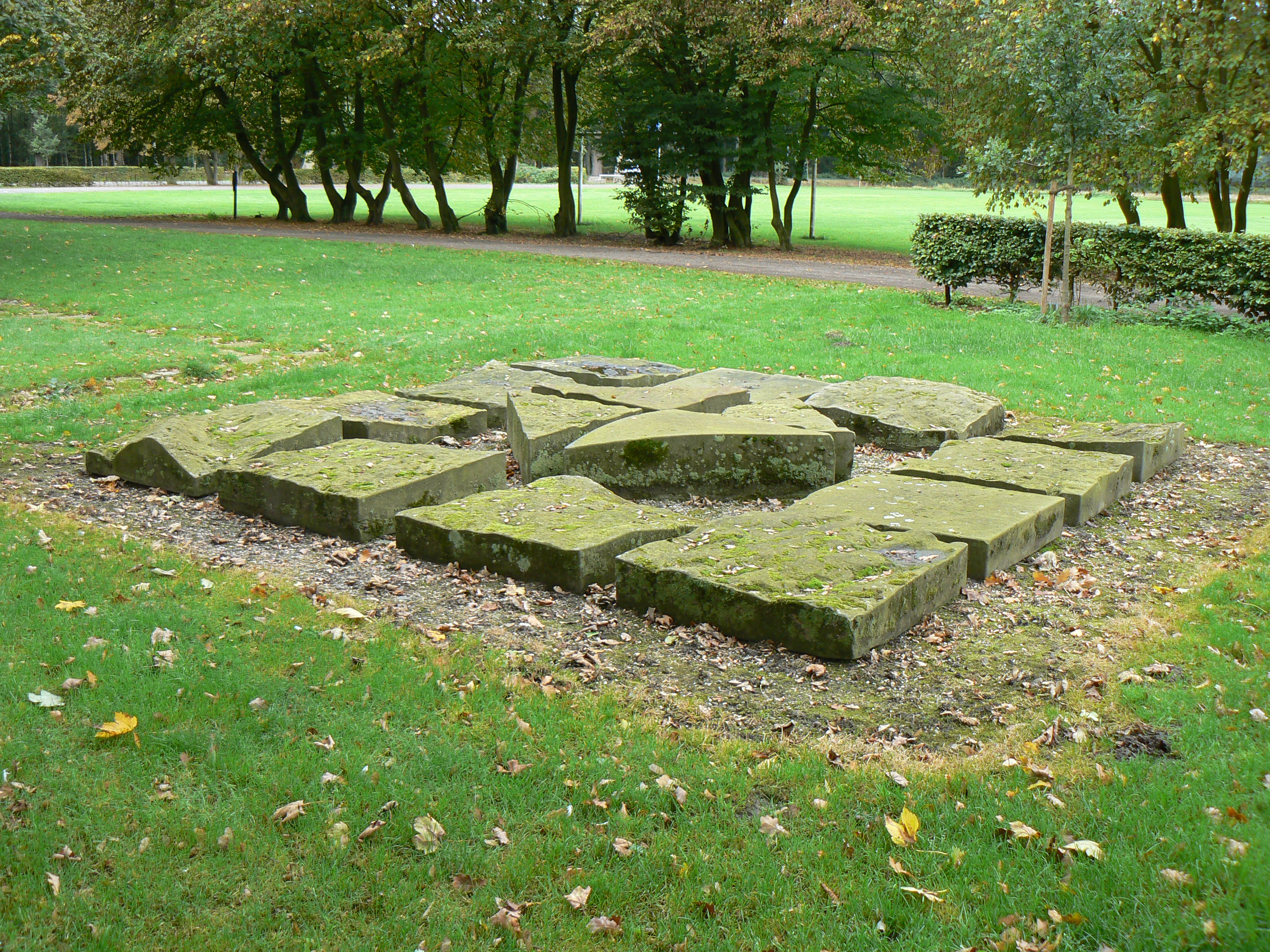
Christiaan Paul Damsté: Untitled (1979)

## Afbeeldingen

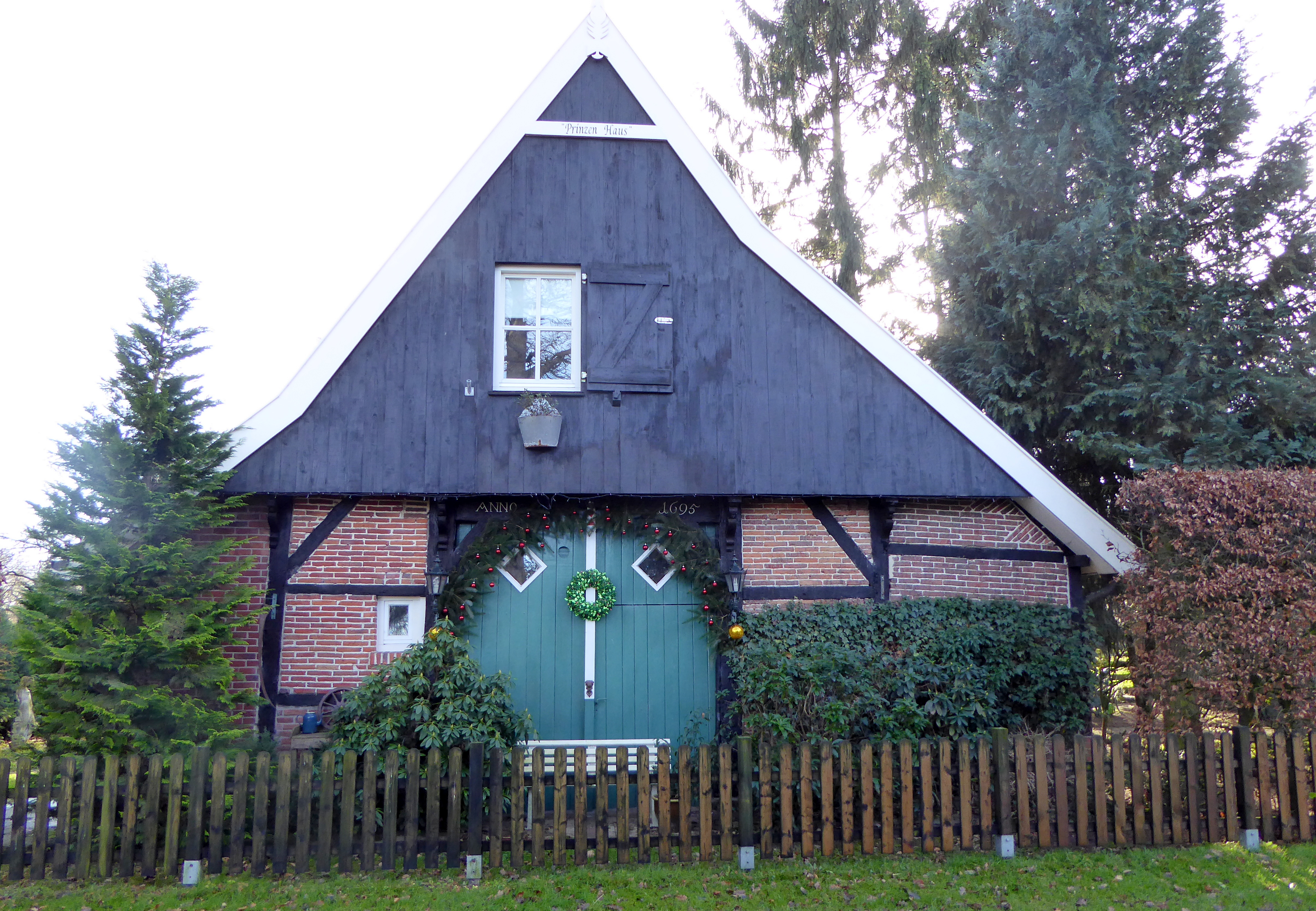
Boerderijtje in Frenswegen, bouwjaar 1695